# Almuerzo del Santo
El almuerzo del Santo  es un potaje típico de la cocina riojana, sobre todo en el municipio de Santo Domingo de la Calzada. Es elaborado en la celebración del Santo Domingo de la Calzada el día 12 de mayo (onomástica del santo) y consta de garbanzos y carnero (generalmente acompañados de pan y vino). Es costumbre que un par de días antes de ser cocinados los carneros desfilen engalanados en una procesión (procesión de los carneros  o también desfile de los carneros).

## Costumbres
La preparación del almuerzo, así como los carneros (denominados Carneros del Santo) que suelen desfilar engalanados días antes por las calles de Santo Domingo, son responsabilidad de la Cofradía de Santo Domingo de la Calzada. Los carneros son decorados por los miembros de la cofradía con unos mantos sobre los lomos, y otros sobre las cabezas, un mollete elaborado especialmente para esta ocasión. La procesión lleva consigo la leña que servirá para elaborar el almuerzo.  
El almuerzo solía acompañarse de cebolletas crudas, picadas, que repartían generalmente la cofradía de forma gratuita junto con el pan y el vino. Estas cebolletas eran picadas por personajes relevantes de la comunidad, que acudían a «picar la cebolleta», ayudando de esta forma a los organizadores del evento.

## Características
El almuerzo consiste en un cuenco de barro en el que se vierte un potaje con garbanzos y trozos de carnero. Se sirve a cada uno de los asistentes y se acompaña con rebanadas de pan y cebolleta. Se bebe vino acompañando al potaje. Todo ello preparado y repartido por los miembros de la Cofradía. El potaje se elabora a fuego lento con las maderas empleadas en la procesión y suele preparase con garbanzos, la carne del cordero y como verdura suele añadirse acelgas.  